# 茅渡乡
茅渡乡，是中华人民共和国湖南省怀化市洪江市下辖的一个乡镇级行政单位。

## 行政区划
茅渡乡下辖以下地区：
茅渡村、关冲村、定坡村、芒冬村、颜容村、大塘村、洒溪村、栗子溪村、鸭池村和婆田村。